# 파키스탄의 68운동
1968~69년 파키스탄 혁명은 아유브 칸의 독재 정권에 대한 항의의 일부였다. 학생과 노동자들의 대중 봉기 형태로 전개되었으며, 모든 직업군의 사람들을 끌어모았다. 이 봉기는 1968년 11월 초부터 1969년 3월 말까지 1,000만에서 1,500만 명이 참여하여 일어났다. 시위 결과 아유브 칸 대통령은 사임했다.

## 배경
1947년 건국 이래, 파키스탄은 관료제를 통해 통치되어 왔다. 1958년, 아유브 칸이 이끄는 쿠데타로 군부가 권력을 장악했다. 그의 통치 하에 국가 경제는 연평균 5% 이상의 성장률을 보였다. 그러나 불균등한 경제 성장으로 인해 파키스탄은 극심한 빈부 격차가 있는 국가가 되었다. 아유브 칸의 정책은 자본가 계급의 부를 축적시켰지만, 엄격한 정치적, 문화적 검열로 인한 지적 빈곤뿐만 아니라 물질적 빈곤 증가로 서민들을 억압했다. 1968년 4월 21일, 당시 기획 위원회 수석 경제학자였던 마흐부브 울 하크 박사는 파키스탄에서 산업의 66%를 통제하고 국가 은행 및 보험 산업에서 87%의 지분을 소유한 22개 부유 가문을 확인했다. 마찬가지로, 아유브 정권은 토지 소유에 제한을 두는 자체적인 토지 개혁을 시행했다. 그러나 이 개혁은 처참하게 실패했고, 6,000명 이상의 지주들이 그가 정한 상한선을 초과하여 750만 에이커의 토지를 소유했다. 서파키스탄의 평균 수입은 연간 35파운드에 불과했고, 동파키스탄에서는 15파운드로 더 낮았다. 1965년, 대통령 선거가 실시되었다. 이 선거는 모든 성인에게 투표권을 부여하지 않았다. 소수의 소위 선출된 지방 정부 대표들이 대통령을 선출했다. 선거 개입에 대한 광범위한 추측이 있었고, 이는 또한 야당 시위로 이어졌다. 같은 해 파키스탄은 인도와 전쟁을 벌였다. 전쟁 비용으로 인해 경제 성장은 중단되었고, 국방비가 대폭 증가했다. 파키스탄의 민간 투자 성장은 다음 해에 20% 감소했다.

## 68년 운동
1968년 초, 아유브 칸은 "개발의 10년"이라 불리는 행사를 축하했지만, 분노한 시민들은 시위로 폭발했다. 1968년 10월 초 "개발의 10년"에 대한 대응으로, 파키스탄 공산당의 마오주의 파벌과 연관된 국민학생연맹은 "요구 주간" 시위와 빈부 격차 심화를 폭로하는 캠페인을 시작했다. 요구 주간은 1968년 10월 7일에 시작되었고, 첫 시위는 카라치 중등 교육 위원회 앞에서 열렸다. 이 운동은 11월에 라왈핀디의 한 학생 집단이 란디 코탈에서 돌아오다가 아토크 근처의 세관 검문소에서 제지당했을 때 전국으로 확산되었다. 그들은 세관 공무원들에게 강압적으로 수색당하고 밀수로 기소되었다. 라왈핀디로 돌아온 그들은 자신들의 경험으로 인한 경찰의 부당한 대우에 항의 시위를 벌였다. 시위는 상당한 규모로 커졌고, 경찰은 시위를 해산시키려 시도하며 총격이 발생했다. 라왈핀디 폴리테크닉 칼리지 학생 압둘 하미드가 총에 맞아 사망했다. 이미 분노한 시민들은 설탕 가격 인상에 항의하고 있었고, 하미드의 죽음은 사회 전체와 많은 노동자들을 시위에 동참시켰다. 활동가이자 작가인 타리크 알리는 이 사건을 다음과 같이 서술했다. 
어떤 물리적 도발도 없이, 소총, 곤봉, 최루탄으로 완전 무장한 경찰이 발포했다. 한 발이 17세의 1학년 학생 압둘 하미드를 맞혀 그는 그 자리에서 사망했다. 분노한 학생들은 벽돌과 포장 도로 돌멩이로 맞섰고, 양측에 사상자가 발생했다.
1968년 2월과 3월, 전국적으로 파업의 물결이 일었다. 2월 13일, 10년 만에 처음으로 라호르에 붉은 깃발이 게양되었으며, 25,000명이 넘는 철도 노동자들이 "중국 인민과의 연대: 자본주의를 파괴하라"고 외치며 주요 거리를 행진했다. 그러나 지도력을 제공할 대규모 마르크스주의 정당은 없었다. 리아푸르의 공업 지구에서는 지방 행정 당국이 물품을 운반하는 트럭의 통행을 확보하기 위해 무크타르 라나라는 지역 노동 지도자의 허가를 구해야 했다. 모든 검열 시도는 실패했다. 기차는 혁명과 그 메시지를 전국으로 실어 날랐다. 노동자들은 새로운 의사소통 방식을 발명했다. 이러한 변화를 가져온 것은 산업화, 착취, 그리고 빈부 격차를 심화시키는 억압이었다. 《파키스탄의 다른 이야기 - 1968-69년 혁명》이라는 책을 위한 인터뷰에서 문누 바이는 봉기에서 몇 가지 일화를 밝혔다. "이히라, 라호르에서 열린 대중 집회에서 자마아트-에-이슬라미 지도자 아불 아알라 마우두디는 한 손에 빵 조각을 들고 다른 손에는 성스러운 쿠란을 들었다. 그는 군중에게 물었다. '로티(빵)를 원합니까, 아니면 쿠란을 원합니까?' 사람들은 '집에는 쿠란이 있지만 빵이 없습니다.'라고 답했다."

무바샤르 하산의 저서 《파키스탄의 위기와 그 해결책》에 따르면,
"이 운동에서 총 239명이 사망했으며, 동파키스탄에서 196명, 서파키스탄에서 43명이 사망했다. 세부적으로는 경찰 발포로 서파키스탄에서 41명, 동파키스탄에서 88명이 사망했다. 대부분은 학생이었다. 동파키스탄에서는 아사드, 마티우르, 안와르, 로스톰, 샴수조하 박사, 자흐룰 하크 병장이 포함되었다."
1969년 초, 농촌 지역의 농민 위원회와 조직들이 운동에 합류했다. 1969년 3월, 한 군 장성 집단은 동파키스탄에서 전면적인 내전이 발생하고 국가의 서부에서 정치적, 사회적 무질서가 발생할 것을 우려하여 아유브에게 사임할 것을 권고했다. 아유브 칸 자신도 이 운동이 국가와 사회의 기능을 마비시켰음을 인정했다.
"카라치 항구의 민간 노동자들은 파업하여 작업을 중단했다. 선박의 선적이나 하역 작업이 전혀 이루어지지 않았다. 한 사례에서는 면화를 선적할 수 없어 배가 빈 채로 돌아갔다. 바샤니는 카라치와 다른 곳에서 불만을 퍼뜨리고 있었다. 상황이 악화될 가능성이 높다는 예상이 있었다."

## 여파
3월 25일, 아유브 칸은 파키스탄 대통령직에서 사임하고 국가 정부를 육군 참모총장인 야히아 칸 장군에게 이양한다고 발표했다. 이틀 후, 아유브는 야히아에게 보낸 서신에서 사임 이유를 다음과 같이 강조했다.
나는 한 발짝 물러서서 오늘날 유일하게 효과적이고 합법적인 도구인 파키스탄 국방군에게 국가의 완전한 통제를 맡기는 수밖에 없다. 그들은 하나님의 은혜로 상황을 수습하고 국가를 완전한 혼돈과 파괴로부터 구할 수 있는 위치에 있다. 그들만이 이성을 회복시키고 국가를 문명적이고 헌법적인 방식으로 진보의 길로 되돌릴 수 있다.
파키스탄 경찰청은 상황을 통제할 수 없었고, 국가, 특히 가장 심각한 봉기와 폭동이 진압된 동부에서 법과 질서가 악화되기 시작했다. 불안은 너무 심각해져서 한때 내무부 및 국방부 장관 라흐만 부제독은 기자들에게 "국가는 폭도들의 지배 아래에 있으며 경찰은 상황을 대처할 만큼 강력하지 않다"고 말했다. 시위대의 요구에 따라 원 유닛 계획은 해체되었고, 서파키스탄에서 펀자브, 신드주, 북서 변경주, 발루치스탄주의 4개 주가 재편성되었다. 1970년 파키스탄 총선에서 아와미 연맹은 동파키스탄에서 할당된 국회 및 주 의회 의석의 98%를 얻었으며, 서파키스탄에서는 파키스탄 인민당이 이 지역의 두 가장 큰 주, 펀자브와 신드에서 압승을 거두었다. 국민 아와미당은 이전 북서 변경주와 발루치스탄에서 좋은 성과를 거두었다. 대부분의 "현상 유지 정당"(예: 많은 무슬림 리그 파벌)과 대부분의 종교 단체(자마아트-에-이슬라미 및 울레마 이슬람 협회 제외)는 괴멸되었다.